# نیوکاسل-آندر-لایم
longitudeنیوکاسل-آندر-لایمlatitudeنیوکاسل-آندر-لایم
نیوکاسل-آندر-لایم (به انگلیسی: Newcastle-under-Lyme) شهری در منطقهٔ استفوردشایر کشور انگلستان است که این کشور خود بخشی از بریتانیا محسوب می‌شود. این شهر در سال ۱۹۹۱ میلادی ۷۳٫۷۳۱ نفر جمعیت داشته و در سرشماری سال ۲۰۰۱ جمعیت آن به ۷۴٫۴۲۷ نفر رسیده‌است. میزان رشد سالانهٔ جمعیت نیوکاسل-آندر-لایم ‎۰٫۴۹ درصد می‌باشد و جمعیت این شهر در سال ۲۰۱۲ به ۷۸٫۵۱۲ نفر تغییر یافت.